# Live in Barcelona (Elton John)
Il Live in Barcelona è un concerto dell'artista britannico Elton John, tenutosi allo stadio di Barcellona il 21 luglio 1992. La data spagnola era parte integrante del The One Tour, volto a promuovere l'omonimo album. Il concerto, distribuito in VHS nello stesso anno (escludendo la canzone I Don't Wanna Go on with You like That), mostrava una Elton John Band al gran completo, formata da Davey Johnstone (chitarre), Charlie Morgan (batteria), Guy Babylon (tastiere), Mark Taylor (tastiere), Bob Birch (basso), Natalie Jackson (cori), Mortonette Jenkins (cori) e Marlena Jeter (cori). Elton, incredibilmente, suonava una tastiera digitale Roland al posto del consueto pianoforte a coda. Il famoso stilista Gianni Versace curò lo stage, le luci e i costumi.
Nel 2000, il concerto è stato distribuito anche in DVD (il primo ufficiale di Elton); in questo formato è presente anche il documentario World Tour 1992/93 - Video Tour Book, della durata di circa 52 minuti.

## Tracce
- Introduzione
- Don't Let the Sun Go Down on Me
- I'm Still Standing
- I Guess That's Why They Call It the Blues
- Tiny Dancer
- Philadelphia Freedom
- Burn Down the Mission
- Simple Life
- The One
- Mona Lisas and Mad Hatters/Mona Lisas and Mad Hatters (Part Two)
- Sorry Seems to Be the Hardest Word
- Daniel
- Blue Avenue
- The Last Song
- Funeral for a Friend/Love Lies Bleeding
- Sad Songs (Say So Much)
- The Show Must Go On
- Saturday Night's Alright (For Fighting)
- Sacrifice
- Song for Guy/Your Song

## Il concerto per intero
- Don't Let the Sun Go Down on Me
- I'm Still Standing
- I Guess That's Why They Call It the Blues
- Tiny Dancer
- Philadelphia Freedom
- Burn Down the Mission
- Simple Life
- The One
- I Don't Wanna Go on with You like That
- Mona Lisas and Mad Hatters/Mona Lisas and Mad Hatters (Part Two)
- Sorry Seems to Be the Hardest Word
- Daniel
- Blue Avenue
- The Last Song
- Funeral for a Friend/Love Lies Bleeding
- Sad Songs (Say So Much)
- The Show Must Go On
- Saturday Night's Alright (For Fighting)
- Sacrifice
- Song for Guy/Your Song